# 渭南火车站旧址
渭南火车站旧址位于中国陕西省渭南市临渭区解放街道解放路北端，今为渭南市临渭区文物管理所。该建筑建于1933年-1934年，20世纪60年代陇海铁路建设复线并南迁，于城市南侧建新渭南站，原站改为货场，至2009年12月停止运营，为陇海铁路通车后使用时间最长的旧车站，2010年2月陆续拆除站台北侧铁轨，现存候车室及票房，为法式建筑，北侧风雨棚上端墙体上原有时任铁道部长的顾孟余所题写的汉白玉牌匾，2012年2月被铁路部门拆走。按渭南市政府的规划设计，原建筑将作为博物馆使用。

## 图集
- 南立面，主入口
- 北立面，风雨棚
- 火车站前待改造的地区

- 西南视图
- 西北视图
- 北侧中部特写，原匾额已被拆走